# Provincia de Agrigento
La provincia de Agrigento fue una provincia de Sicilia. Existió hasta 2015 cuando fue reemplazada por el Libre consorcio municipal de Agrigento. Ubicada en el sur sobre el canal de Sicilia, limitaba al oeste con la provincia de Trapani, al norte con la provincia de Palermo Y al noreste con la provincia de Caltanissetta.

## Datos
La provincia constaba de 43 municipios, 448.053 habitantes (el 9% de la población siciliana) y se extendía por 3042 km (el 11,8% del territorio siciliano).

## Geografía

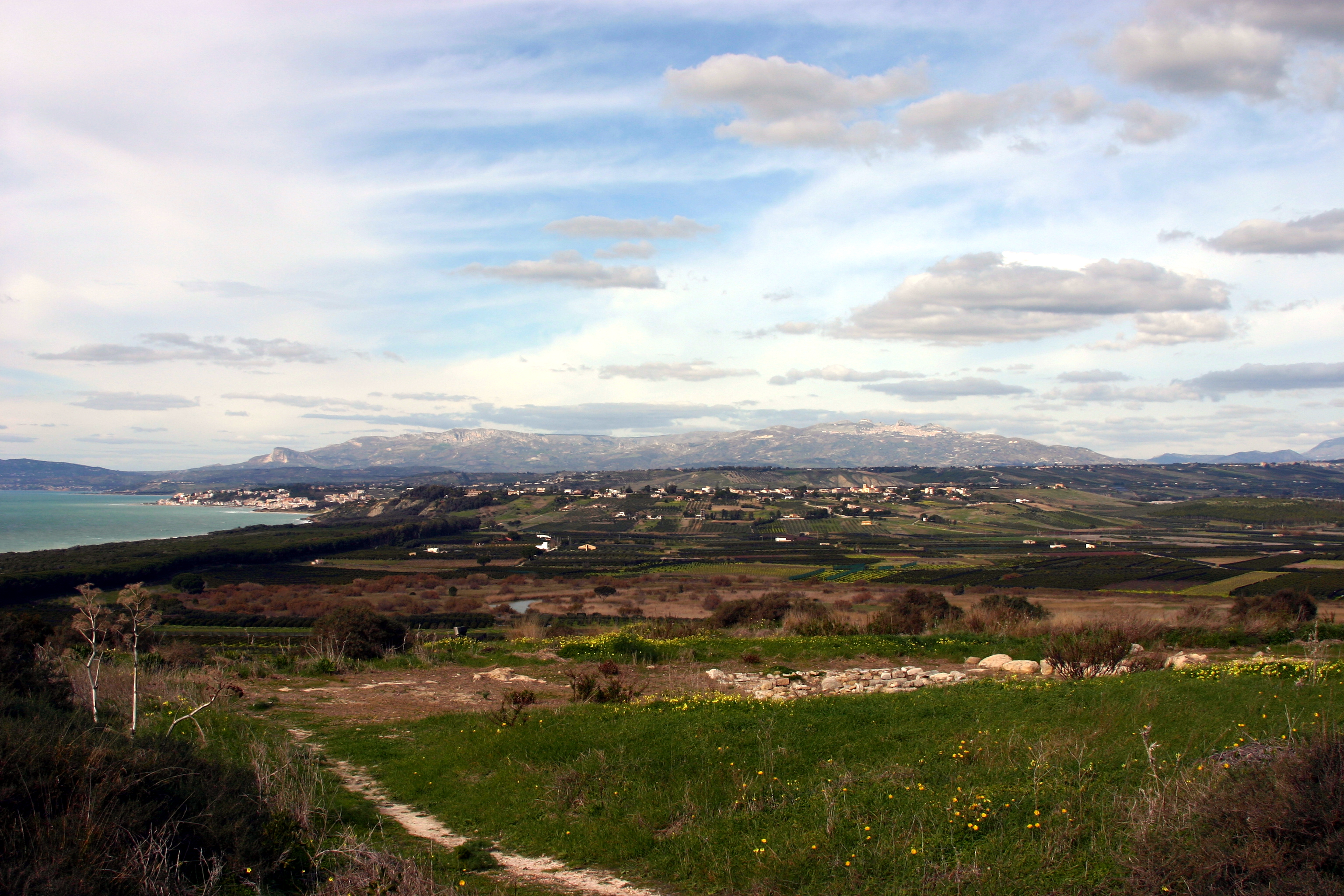
Paisaje que muestra la provincia

La provincia, ubicada en el  centro, y al sur de Sicilia, se dividía claramente entre la Costa, baja y arenosa, y la " interior compuesta por  colinas principalmente montañosas, que en una época fueron azufre perillas redondas y secas. Hacia el norte, se encuentra las Montes Sicanos, al este y al oeste los ríos  Salsa y Belice, mientras que al sur se encuentra la costa.
La llanura, sin embargo, radica principalmente en el territorio del municipio de Licata, anteriormente descrito como el Champs-Frost para el rodio Creta.
Se encontraban en el territorio provincial el Lago di Magazzolo y el Lago Arancio, entre Sambuca di Sicilia, al pie de los montes Arancio (403 m) y Cirami (516 m).
Formaban parte del territorio provincial las Islas Pelagie que además forman parte de África por la proximidad al continente, haciendo que Agrigento, Sicilia e Italia sean Transcontinentales. El archipiélago incluye a la Isla de Lampedusa, Isla de Linosa y la Isla Lampione, comprendidas en el Ayuntamiento de Lampedusa e Linosa. 
Entre Sambuca de Sicilia y Caltabellota se encuentra un enclave de la provincia de Palermo (San Biagio, fracción del municipio de Bisacquino).

### Orografía

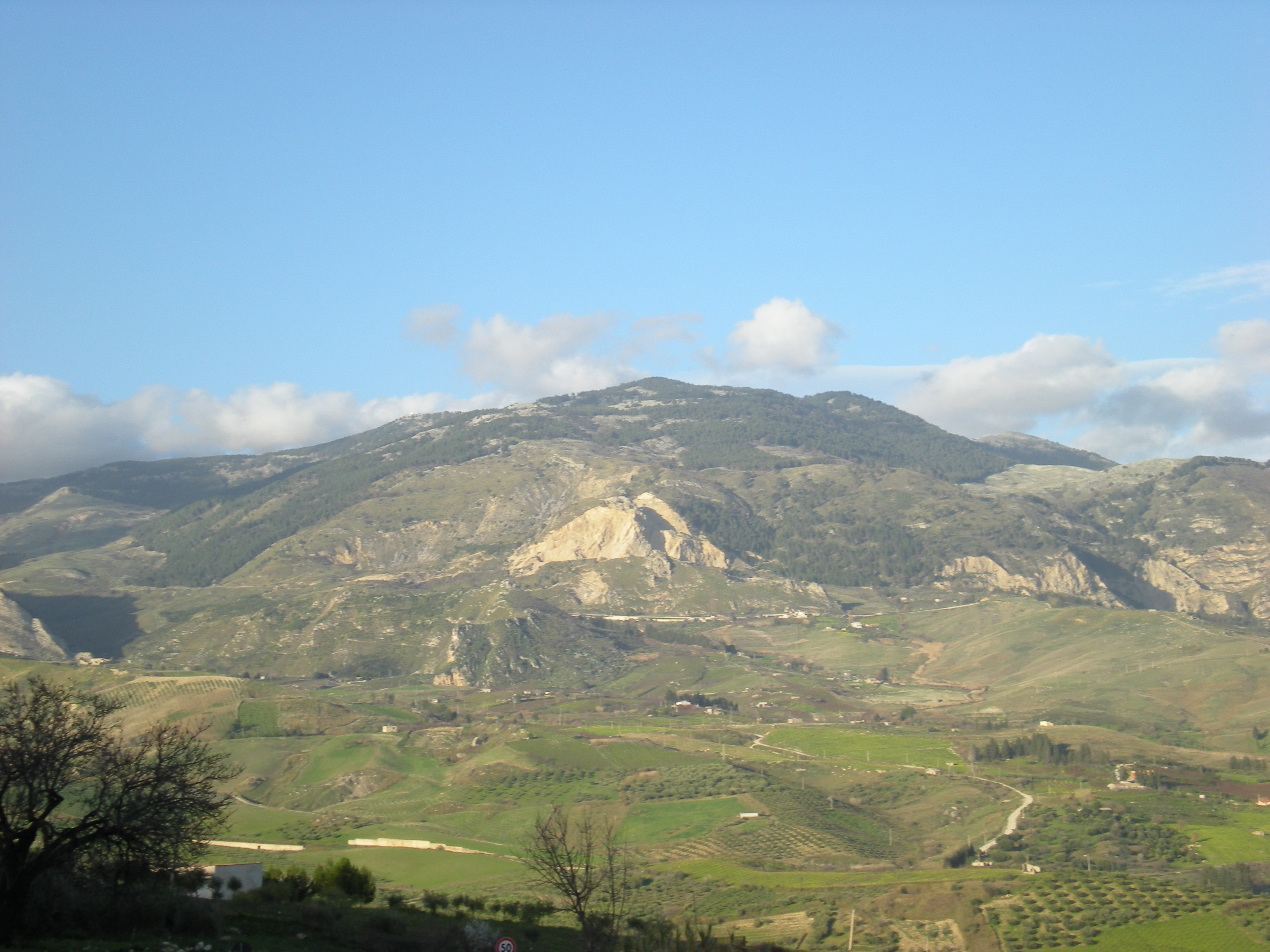
El Monte Rose (Bivona)

La provincia de Agrigento era montañosa al norte, comprendida en el territorio la cordillera los Montes Sicanos, que presenta algunos picos de más de 1000 m de altitud como el Monte Rose, ubicado en límite de las provincias de Agrigento y Palermo (en los municipios de Bivona y Palazzo Adriano en Palermo), y Monte Cammarata (1578 m), el pico más alto de la provincia .

### Hidrografía

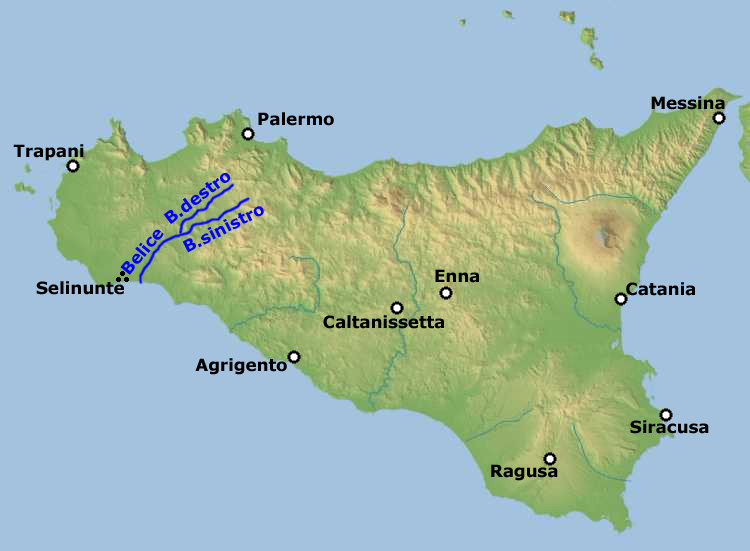
Ruta del río Belice entre Tripani y Agrigento

La provincia contaba con tres  Lagos artificiales: la presa Castillo (o Lago Magazzolo), en Bivona, el Orange Lake, en Sambuca di Sicilia y al pie de las montañas la presa San Juan de Orange (403 m) y Cirami (516 m) y en el río Naro, el río cerca de la ciudad del mismo nombre. A pesar de la presencia de este río, la provincia era muy baja en agua y a menudo sujeta a la falta de agua potable, debido al régimen de los ríos semi-torrenciales que causa que durante el verano se sequen completamente. Sin embargo, hay más de un río de importancia que afecta la provincia:
- El río Belice, cruza el dell'agrigentino norte de la frontera con la [provincia [de Trapani.]] El caudal medio anual (alrededor de 4,5 m / s) es muy modesto en relación con la extensión de la cuenca.

- El río Platani, que pasa por varias ciudades de la provincia (como San Biagio Platani) para dar lugar después de un viaje tortuoso en el Estrecho de Sicilia. Inundaciones torrenciales del río con la caída significativa de la magra y muy fuerte en verano, con un caudal medio anual de 7,5 m/s .

- El río Imera Sur, también conocido como salado, seco o medio plazo solo por un año, tiene una escala modesta, (sólo 5,1 m / s) a pesar de 'amplia colección de la cama. La Imera sur de los flujos en las zonas montañosas entre la [provincia [de Enna]] y Agrigento y desemboca en el mar de Licata. Es el río más largo en Sicilia y en el pasado ha representado a la frontera de la parte oriental de Sicilia y sicanos occidental de Sicilia y los sicilianos, cartagineses y griegos a los romanos, a continuación, la línea divisoria entre el Val di Noto  y Val di Mazara.

## Clima
Agrigento era una de las provincias más cálidas en Sicilia, aunque la menos expuesta a condiciones extremas que se producen en otras áreas de la isla durante las olas de calor más intensas en verano. A lo largo de la costa y las llanuras costeras en invierno las temperaturas rara vez tocaban debajo de 7.8 °C, mientras que en verano, las temperaturas medias son bastante altas (promedio diario de alrededor de 26 / 27 °C en julio y agosto). La provincia de Agrigento se caracterizaba principalmente por la alta humedad, de manera muy intensa. Era frecuente la presencia de niebla sobre todo en el suroeste.

## Economía
La provincia de Agrigento era eminentemente agrícola. Es la penúltima provincia más pobre de Italia con un PIB per cápita nominal de  € 14,605 en el 2009.

## Turismo

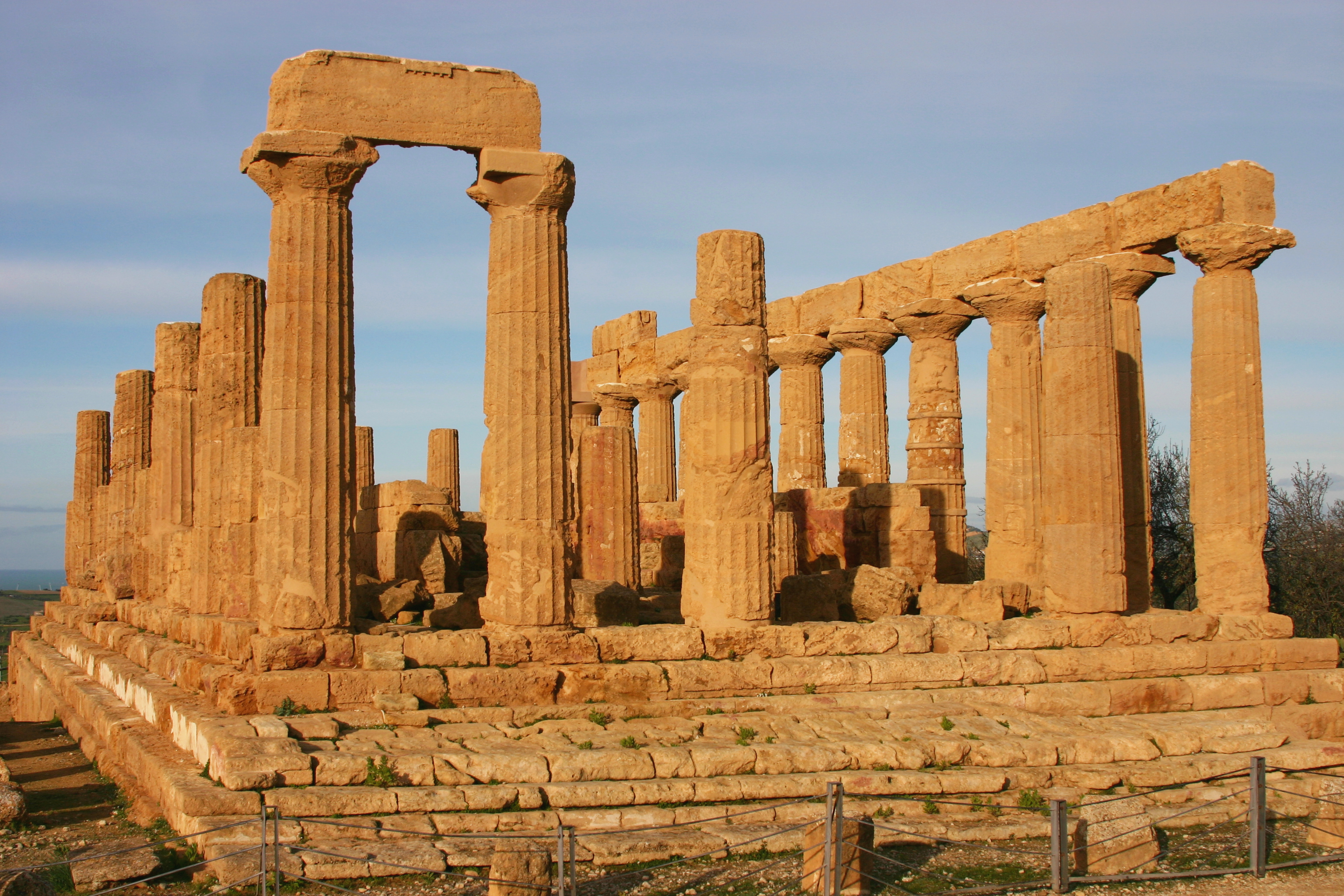
Templo de Hera

En ella se encontraba el Valle de los Templos en Agrigento, el monumento de Sciacca, o la antigüedad de barocca Naro con inscripciones paleocristianas.